# یولباخ، اتریش
یولباخ (به آلمانی: Julbach) یک منطقهٔ مسکونی در اتریش است که در ناحیه رورباخ واقع شده‌است. یولباخ ۲۲ کیلومتر مربع مساحت دارد ۵۸۹ متر بالاتر از سطح دریا واقع شده‌است.